# 03식 지대공 미사일
03식 지대공 미사일 또는 SAM-4는 일본의 육상자위대에서 사용하는 지대공 미사일이다. 일본에서는 보통 中SAM이라고 부른다. 

## 가격
03식 지대공 미사일 1개 포대의 가격은 470억엔(5250억원)으로서, 패트리어트 PAC-2 850억엔(9500억원) 보다 저렴하며, 개량형은 가격 절감과 성능 향상으로 한 세트당 177엔 이하로 가격을 낮추었다.  

## 개량형
03식 지대공 미사일의 사거리를 늘린 개량형을 개발해 센카쿠 열도 주변에 배치할 계획이다.
2021년까지 03식 개량형이 순차적으로 실전배치될 것이며, 1세트를 우선 도입하기 위해 2017년 예산에 177억엔(약 1970억원)을 반영할 계획이다.
2015년에 미국 뉴멕시코주 화이트 샌드 미사일 발사장(White Sands Missile Range)까지 가서 성능 시험을 진행, 미군 측이 준비한 10개의 표적을 모두 격추하여 100%의 명중률을 기록했다고 하는데, 그 중 하나는 최대 속도 마하 4의 초음속 대함 표적기인 GQM-163A 코요테였다고 한다.

## 배치
- 2003년 - 고사교도대(高射教導隊)
- 2007년 - 제2방공군(第2高射特科群)
- 2008년 - 제8방공군(第8高射特科群)

## 그림

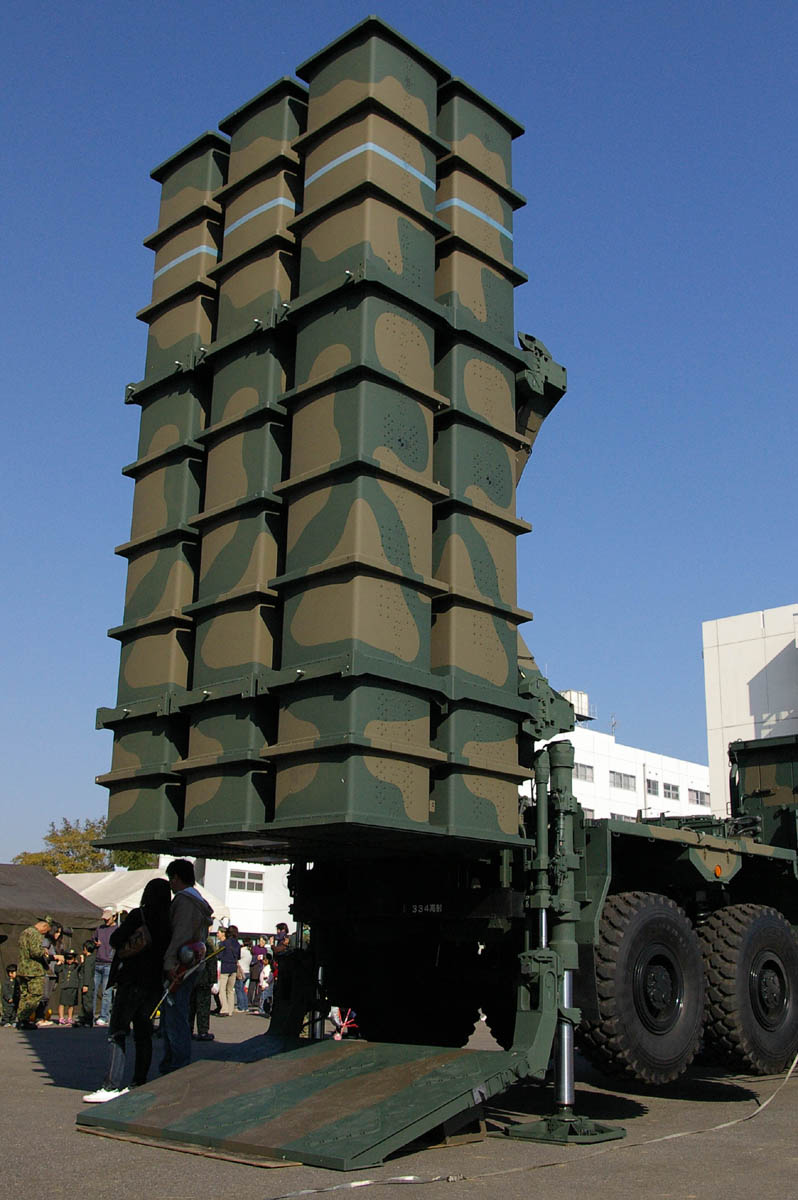
발사 준비
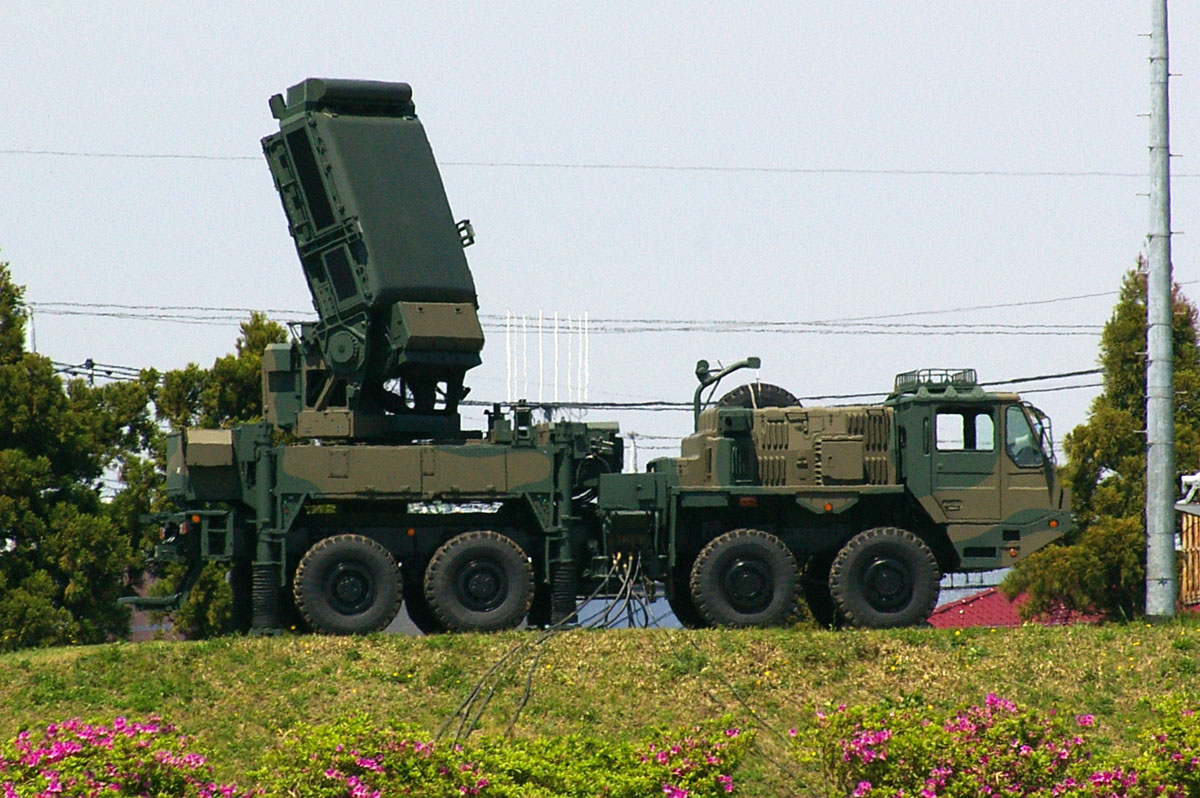
레이다 차량
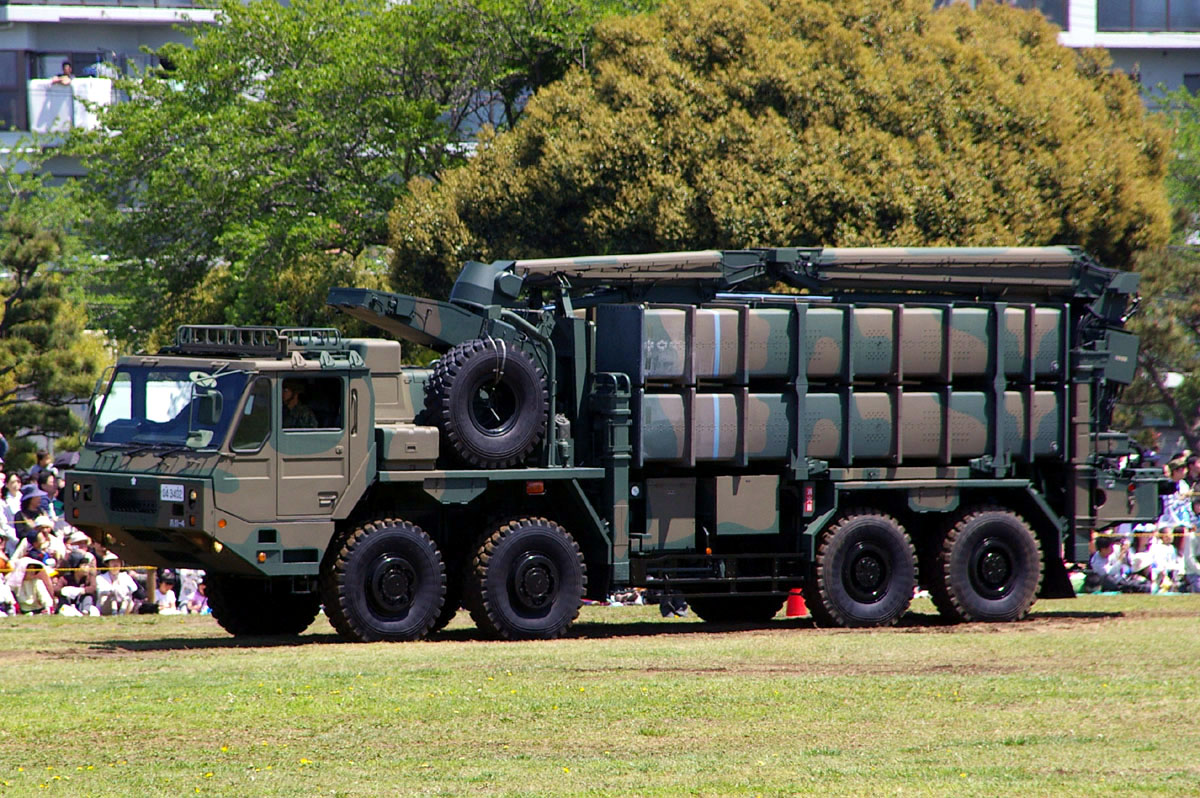
탄 운송기
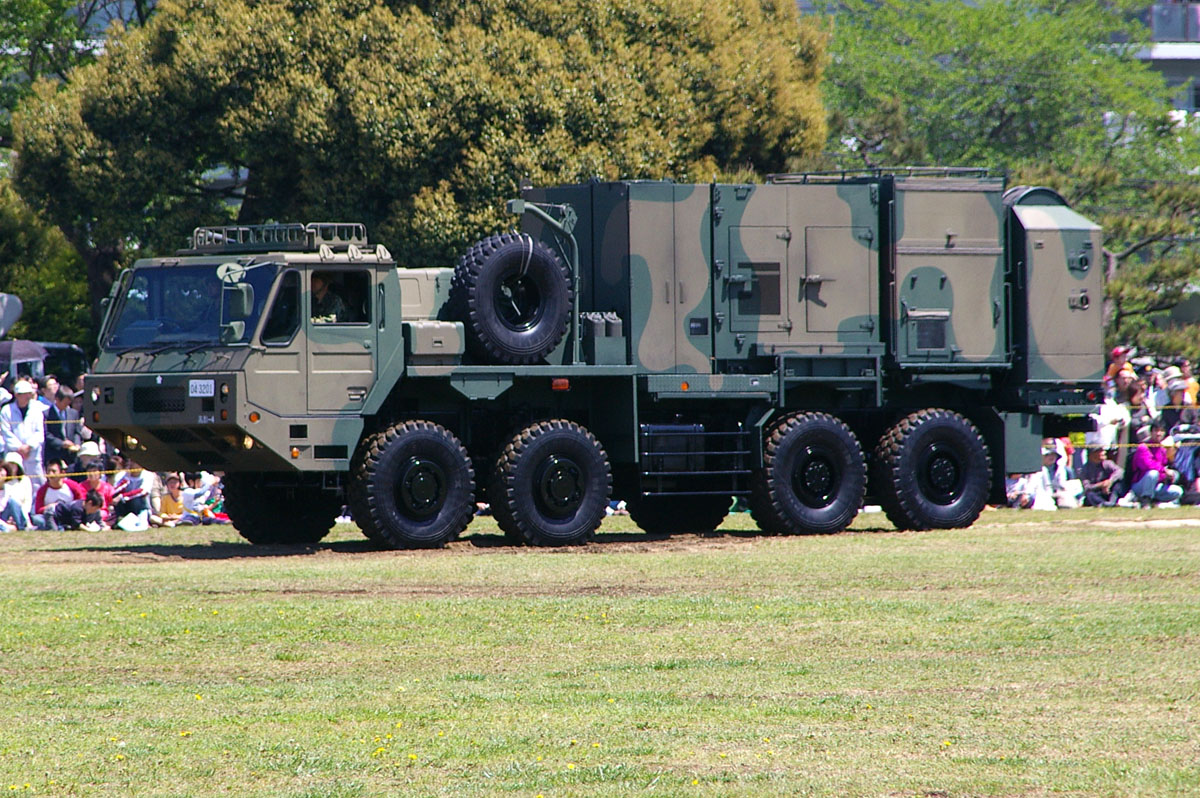
전력 공급 차량

## 같이 보기
- 미사일 목록
- 탄도탄 요격 미사일
- MIM-104 패트리어트
- 아카쉬 (미사일)
- 나삼스
- 천궁 (미사일)
- 톈궁 (미사일)